# Murat Sözgelmez
Murat Sözgelmez (* 21. August 1985 in Izmir) ist ein türkischer Fußballspieler.

## Karriere

### Verein
Sözgelmez spielte in der Jugend von Altay İzmir. In der Saison 2004/05 wurde in die Profimannschaft berufen. Er absolvierte nur vier Spiele und wechselte ablösefrei zur Saison 2005/06 zu Sivasspor. Dort war er noch bis zur Saison 2008/09 Stammspieler, seitdem jedoch wird er meistens nur eingewechselt.
Im Sommer 2012 wechselte er zum türkischen Zweitligisten Karşıyaka SK, den er aber bereits in der Winterpause verließ. Zur Rückrunde der Spielzeit 2011/12 wechselte er innerhalb der Liga zu Çaykur Rizespor.
In der Saison 2012/13 wurde er mit dem Verein Vizemeister und stieg somit in die Süper Lig auf. Jedoch blieb Sözgelmez in der TFF 1. Lig und wechselte zur neuen Saison zum Aufsteiger Balıkesirspor.
Im Sommer 2014 wechselte Sözgelmez zum Zweitligisten Antalyaspor. Bereits in der nächsten Winterpause zog er zum Ligarivalen Elazığspor weiter.
Für die Spielzeit 2015/16 verpflichtete ihn der Drittligist MKE Ankaragücü.

### Nationalmannschaft
Sözgelmez wurde während seiner Zeit bei Sivasspor einmal für die zweite Auswahl der türkischen Nationalmannschaft nominiert und kam bei dieser Begegnung gegen die Zweite Garde der Ukraine zu seinem Länderspieldebüt.

## Erfolge
Mit Sivasspor
- Türkischer Vizemeister: 2008/09
- Tabellenvierter der Süper Lig: 2007/08

Mit Çaykur Rizespor
- Vizemeister der TFF 1. Lig und Aufstieg in die Süper Lig: 2012/13

Mit Balıkesirspor
- Vizemeister der TFF 1. Lig und Aufstieg in die Süper Lig: 2013/14